# Eagle Motor Car Company
Eagle Motor Car Company, vorher Eisenhuth Horseless Vehicle Company, war ein US-amerikanischer Hersteller von Automobilen.

## Unternehmensgeschichte
John W. Eisenhuth experimentierte seit 1896 mit Fahrzeugen und Motoren. Die Fahrzeuge wurden bis 1900 als Eisenhuth vermarktet.
Um 1900 schloss er sich mit D. F. Graham zusammen. 1901 übernahmen sie die R. M. Keating Motor Company aus Middletown in Connecticut. 1903 stellten sie einen Prototyp auf der New York Automobile Show im Madison Square Garden in New York City vor. Er wurde Graham-Fox genannt. 1904 gründeten sie die Eisenhuth Horseless Vehicle Company in Middletown und begannen mit der Serienproduktion von Personenkraftwagen. Der Markenname lautete Compound. Später erfolgte die Umfirmierung in Eagle Motor Car Company. 1906 entstanden auch einige Nutzfahrzeuge. 1908 endete die Produktion.
Ein Fahrzeug existiert noch. Es wurde 2008 für 99.000 US-Dollar versteigert.

## Fahrzeuge

### Pkw

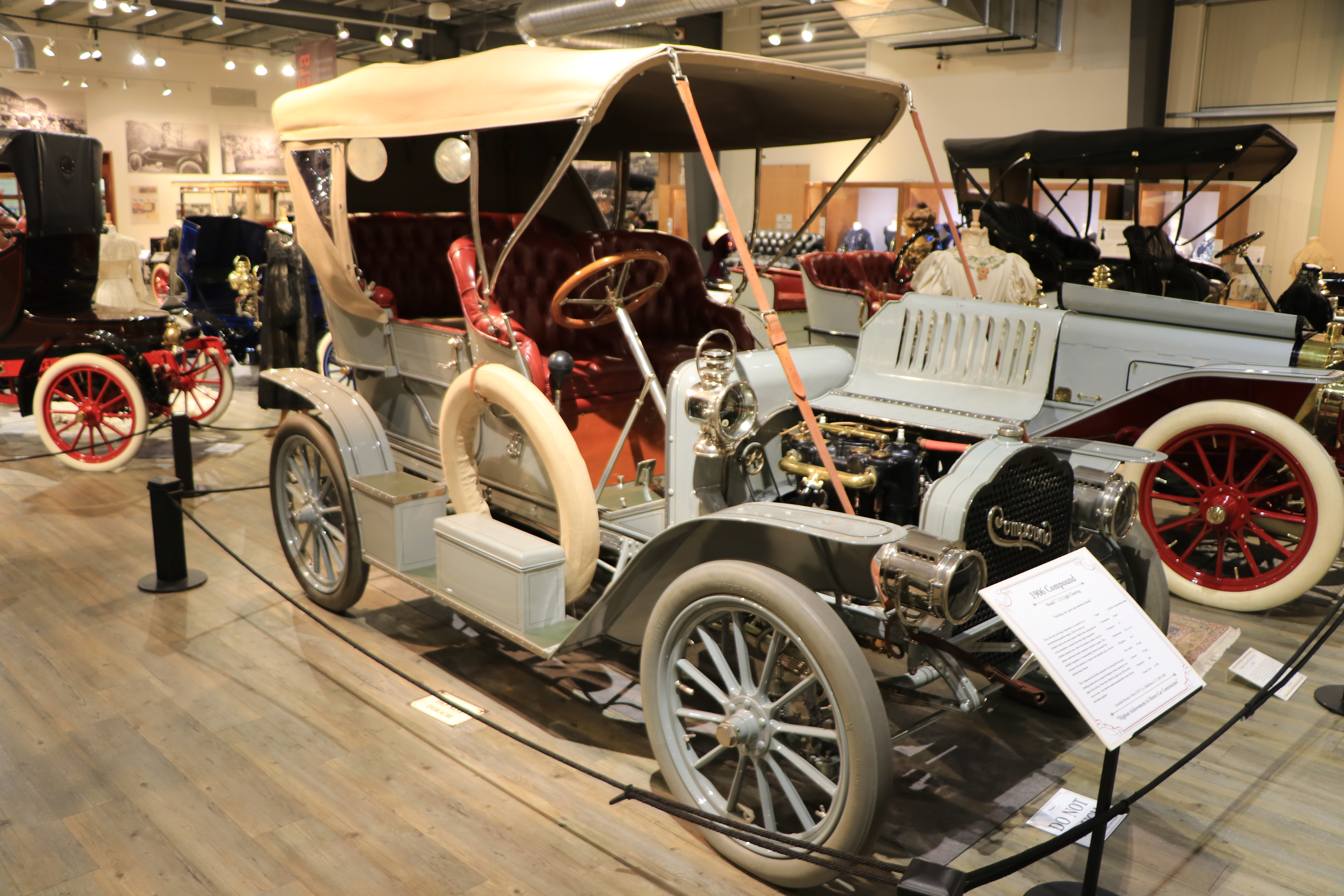
Model 7 ½ von 1906 in einem Museum in Fairbanks (2022)

Ungewöhnlich war der Ottomotor. In zwei Zylindern fand eine Explosion statt, und der Druck der Aufpuffgase betrieb einen dritten Zylinder, der zentral angeordnet war. Diese Art der Dreizylindermotoren wurde laut einer Quelle nur bis 1907 gebaut. Bei anderen Modellen ab 1907 mit Zwei- und Sechszylindermotoren ist diese Besonderheit nicht überliefert. Alle Fahrzeuge hatten einen Frontmotor und Kardanantrieb zur Hinterachse.
1904 leistete der Motor 20 PS. Der Radstand betrug 254 cm. Zur Wahl standen fünf- und siebensitzige Tourenwagen.
1905 wurde daraus das Model 3. Der Motor war mit 24/28 PS angegeben. Der Radstand blieb unverändert. Einziger Aufbau war ein Tonneau mit seitlichem Zustieg. Der Series 4 war ein kleineres und schwächeres Modell. Sein Motor leistete 12/15 PS. Das Fahrgestell hatte 206 cm Radstand. Bekannt sind Tonneau mit seitlichem Einstieg und ein zweisitziger Runabout.
1906 wurde das Angebot auf eine Modellreihe reduziert. Der Motor leistete einheitlich 16 PS. Ein kurzes Fahrgestell mit 207 cm Radstand bildete die Basis für einen Zweisitzer, der Doctor's Stanhope genannt wurde. Daneben gab es ein längeres Fahrgestell mit 245 cm Radstand. Model 5 war ein fünfsitziger Tourenwagen. Mit Model 7 ½ wurde als fünfsitziger Tuxedo bezeichnet. Das Model 8 mit dem Aufbau Royal Victoria hatte vier Sitze.
1907 gab es von den bisherigen Modellen nur noch den Doctor’s Stanhope. Sein Radstand war geringfügig auf 208 cm verlängert worden. Drei neue Modellreihen ergänzten das Sortiment. Das Model H hatte einen Sechszylindermotor mit 40 PS Leistung, einen Radstand von 292 cm und einen Aufbau als Tourenwagen mit sieben Sitzen. Ein Zweizylindermodell hatte 20 PS Leistung und 245 cm Radstand. Das Model I war ein Viktoria mit vier Sitzen, das Model K ein fünfsitziger Tourenwagen und das Model L ein zweisitziger Runabout. Das schwächste Fahrzeug hatte einen Zweizylindermotor mit 16 PS Leistung. Sein Radstand betrug ebenfalls 245 cm. Aufbau war ein Tourenwagen mit fünf Sitzen.
1908 standen nur noch Zweizylindermodelle mit dem 20-PS-Motor im Angebot. Das Fahrgestell hatte einheitlich 245 cm Radstand. Model N war ein Tourenwagen-Runabout, Model O ein viersitziger Tonneau und Model P ein fünfsitziger Tonneau.
| Jahr | Modell    | Zylinder | Leistung (PS) | Radstand (cm) | Aufbau                                   |
| ---- | --------- | -------- | ------------- | ------------- | ---------------------------------------- |
| 1904 | 20 HP     | 3        | 20            | 254           | Tourenwagen 5-sitzig und 7-sitzig        |
| 1905 | Model 3   | 3        | 24/28         | 254           | Side Entrance Tonneau                    |
| 1905 | Series 4  | 3        | 12/15         | 206           | Side Entrance Tonneau, Runabout 2-sitzig |
| 1906 | 16 HP     | 3        | 16            | 207           | Doctor's Stanhope 2-sitzig               |
| 1906 | Model 5   | 3        | 16            | 245           | Tourenwagen 5-sitzig                     |
| 1906 | Model 7 ½ | 3        | 16            | 245           | Tuxedo 5-sitzig                          |
| 1906 | Model 8   | 3        | 16            | 245           | Royal Victoria 4-sitzig                  |
| 1907 | 16 HP     | 3        | 16            | 208           | Doctor's Stanhope 2-sitzig               |
| 1907 | Model H   | 6        | 40            | 292           | Tourenwagen 7-sitzig                     |
| 1907 | Model I   | 2        | 20            | 245           | Victoria 4-sitzig                        |
| 1907 | Model K   | 2        | 20            | 245           | Tourenwagen 5-sitzig                     |
| 1907 | Model L   | 2        | 20            | 245           | Runabout 2-sitzig                        |
| 1907 | Model M   | 2        | 16            | 245           | Tourenwagen 5-sitzig                     |
| 1908 | Model N   | 2        | 20            | 245           | Tourenwagen-Runabout                     |
| 1908 | Model O   | 2        | 20            | 245           | Tonneau 4-sitzig                         |
| 1908 | Model P   | 2        | 20            | 245           | Tonneau 5-sitzig                         |

### Nutzfahrzeuge
Die Fahrzeuge basierten auf den Pkw. Genannt ist das Model Nine als Kastenwagen. Es hatte den genannten Dreizylindermotor, ein Dreiganggetriebe und zwei Ketten zur Hinterachse. Der Radstand betrug 250 cm.